# Крайнев, Николай Степанович
Никола́й Степа́нович Кра́йнев (1924—1944) — красноармеец Рабоче-крестьянской Красной Армии, участник Великой Отечественной войны, Герой Советского Союза (1945).

## Биография
Николай Крайнев родился 16 декабря 1924 года на хуторе Тихомировка (ныне — Советский район Ставропольского края). После окончания семи классов школы работал в колхозе. В 1942 году Крайнев был призван на службу в Рабоче-крестьянскую Красную Армию. С октября того же года — на фронтах Великой Отечественной войны. К декабрю 1944 года красноармеец Николай Крайнев был стрелком 667-го стрелкового полка 218-й стрелковой дивизии 6-й армии 1-го Украинского фронта. Отличился во время освобождения Польши.
17 декабря 1944 года Крайнев в бою был окружён группой немецких солдат, пытавшихся взять его в плен. Не пожелав сдаваться, он подорвал себя вместе с ними противотанковой гранатой. Похоронен в населённом пункте Виняры в 12 километрах к северу от Сандомира.
Указом Президиума Верховного Совета СССР от 10 апреля 1945 года красноармеец Николай Крайнев был удостоен высокого звания Героя Советского Союза. Также был награждён орденами Ленина и Отечественной войны 1-й степени, медалью.